# Camponotus postoculatus
Camponotus postoculatus är en myrart som beskrevs av Auguste-Henri Forel 1914. Camponotus postoculatus ingår i släktet hästmyror, och familjen myror. Inga underarter finns listade.